# كولومان ترابادو
كولومان ترابادو بيريث (بالإسبانية: Colomán Trabado Pérez، ولد في 2 يناير 1958، فيغا دي فالكارثي، ليون، إسبانيا) رياضي ألعاب قوى إسباني.
حاز على الميدالية الذهبية في بطولة العالم لألعاب القوى داخل الصالات عام 1985، كما حاز على الميدالية الذهبية في بطولة أوروبا لألعاب القوى داخل الصالات عام 1983

## إنجازاته

### بطولة العالم لألعاب القوى داخل الصالات
- 1985 باريس  فرنسا:  ميدالية ذهبية في سباق 800 متر.

### بطولة أوروبا لألعاب القوى داخل الصالات
- 1982 ميلانو  إيطاليا:  ميدالية برونزية في سباق 800 متر.
- 1983 بودابست  المجر:  ميدالية ذهبية في سباق 800 متر.
- 1986 مدريد  ألمانيا:  ميدالية فضية في سباق 800 متر.

## وصلات خارجية
- كولومان ترابادو على موقع الاتحاد الدولي لألعاب القوى (الإنجليزية)
- كولومان ترابادو على موقع أوليمبيديا (الإنجليزية)